# Карасинська сільська рада (Камінь-Каширський район)
Карасинська сільська рада — орган місцевого самоврядування до 2020 року у Камінь-Каширському районі Волинської області з адміністративним центром у с. Карасин

## Населені пункти
Сільській раді підпорядковувались населені пункти:
- с. Карасин
- с. Карпилівка

## Населення
Згідно з переписом УРСР 1989 року чисельність наявного населення сільської ради становила 2306 осіб, з яких 1120 чоловіків та 1186 жінок.
За переписом населення України 2001 року в селі мешкало 1370 осіб.

### Мова
Розподіл населення за рідною мовою за даними перепису 2001 року:
| Мова       | Відсоток |
| ---------- | -------- |
| українська | 99,71 %  |
| російська  | 0,15 %   |
| білоруська | 0,07 %   |